# Acrocephalus kerearako
El carricero de las Cook (Acrocephalus kerearako) es una especie de ave paseriforme de la familia Acrocephalidae endémica de las islas Cook, en el Pacífico sur.

## Subespecies, distribución geográfica yhábitat
Se encuentra únicamente en las islas de Mangaia (A. k. kerearako Holyoak, 1974) y Mitiaro (A. k. kaoko Holyoak, 1974), en el sur del archipiélago de las islas Cook. Su hábitat natural son los bosques tropicales de tierras bajas y los pantanos. Está amenazado por la pérdida de hábitat.